# Station Łososina Górna
Station Łososina Górna is een spoorwegstation in de Poolse plaats Limanowa.